# Aleksandrówka (rejon tulczyński)
Aleksandrówka (ukr. Олександрівка) – wieś na Ukrainie, w obwodzie winnickim, w rejonie tulczyńskim.
W czasach Rzeczypospolitej wieś leżała w województwie bracławskim. Odpadła od Polski w wyniku II rozbioru.